# Kwiaty na poddaszu (film 2014)
Kwiaty na poddaszu (ang. Flowers in the Attic) – amerykańsko-kanadyjski dramat z 2014 roku w reżyserii Deborah Chow, powstały na podstawie powieści pod tym samym tytułem z 1979 roku autorstwa V.C. Andrews. Wyprodukowany przez wytwórnię Lifetime Pictures.
Film doczekał się trzech kontynuacji filmów Płatki na wietrze (2014), A jeśli ciernie (2015) oraz Kto wiatr sieje (2015).

## Opis fabuły
Akcja filmu rozgrywa się w latach 50. Kiedy mąż Corrine (Heather Graham) ginie w wypadku samochodowym, młoda wdowa wraz z czwórką dzieci – nastoletnimi Chrisem i Cathy (Kiernan Shipka) oraz bliźniakami Carrie i Corym wracają do domu zamożnych rodziców. W posiadłości niepodzielnie rządzi matka Corrine, Olivia (Ellen Burstyn). Kobieta przyjmuje pod swój dach córkę i wnuki, lecz dzieci zamyka na poddaszu i nie pozwala go opuszczać. Osamotnieni i dręczeni przez babkę Chris, Cathy i bliźniaki nie mogą też liczyć na swoją matkę. Dzieci powoli odkrywają rodzinne tajemnice i wiedzą, że uratuje ich tylko ucieczka.

## Obsada
- Heather Graham jako Corrine Dollanganger/Foxworth
- Ellen Burstyn jako Olivia Foxworth
- Kiernan Shipka jako Cathy Dollanganger
- Mason Dye jako Christopher „Chris” Dollanganger Jr.
- Ava Telek jako Carrie Dollanganger
- Maxwell Kovach jako Cory Dollanganger
- Dylan Bruce jako Bart Winslow
- Chad Willett jako Christopher Dollanganger Sr.
- Beau Daniels jako Malcolm Foxworth
- Andrew Kavadas jako John Amos

## Odbiór

### Krytyka
Film Kwiaty na poddaszu spotkał się z mieszaną reakcją krytyków. W serwisie Rotten Tomatoes 52% z dwudziestu trzech recenzji filmu jest pozytywne (średnia ocen wyniosła 5,40 na 10). Na portalu Metacritic średnia ocen z 22 recenzji wyniosła 49 punktów na 100.

### Nagrody i nominacje
| Rok  | Miejsce                             | Nagroda | Kategoria                                                            | Odbiorcy i nominowani | Wynik     |
| ---- | ----------------------------------- | ------- | -------------------------------------------------------------------- | --------------------- | --------- |
| 2014 | 66. ceremonia wręczenia nagród Emmy | Emmy    | Najlepsza aktorka drugoplanowa w miniserialu lub filmie telewizyjnym | Ellen Burstyn         | nominacja |